# Loasa carunculata
Loasa carunculata là một loài thực vật có hoa trong họ Loasaceae. Loài này được Urb. & Gilg mô tả khoa học đầu tiên năm 1900.